# IK Göta
IK Göta je švedski hokejski klub iz Bromme, ki je bil ustanovljen leta 1900. Klub je osvojil sploh prvi naslov švedskega državnega prvaka v sezoni 1921/22, devetega in zadnjega pa v sezoni 1947/48.

## Lovorike
- Švedska liga: 9 (1921/22, 1922/23, 1923/24, 1926/27, 1927/28, 1928/29, 1929/30, 1939/40, 1947/48)